# 89 (число)
89 (восемьдесят девять) — натуральное число, расположенное между числами 88 и 90. Оно является простым числом, и в их последовательности расположено между 83 и 97.
- 83 день в году — 24 марта (в високосный год — 23 марта).
- 89 день в году — 30 марта (в високосный год — 29 марта).

## В математике
- Нечётное двузначное число
- Сумма его цифр - 17
- Произведение его цифр - 72
- Квадрат этого числа - 7921
- Недостаточное число
- Злое число
- 24-е простое число[2]
- 11-е число Фибоначчи[3]
- 10-е число Софи Жермен (89 * 2 + 1 = 179, также являющееся простым числом)[4].
- 89 = 8¹+9²

## В науке
- Атомный номер актиния.

## В других областях
- 89 год.
- 89 год до н. э.
- 1989 год.
- В игре лото бочонок 89 называется «дедушкин сосед».
- ASCII-код символа «Y».
- 89 — Код субъекта Российской Федерации и Код ГИБДД-ГАИ Ямало-Ненецкого автономного округа.